# آنا ماكسويل مارتن
آنا ماكسويل مارتن (بالإنجليزية: Anna Maxwell Martin)‏ (10 مايو 1977) ممثلة إنجليزية بدأت مشوارها الفني عام 2001.

## روابط خارجية
- آنا ماكسويل مارتن على موقع IMDb (الإنجليزية)
- آنا ماكسويل مارتن على موقع ألو سيني (الفرنسية)
- آنا ماكسويل مارتن على موقع ميوزك برينز (الإنجليزية)
- آنا ماكسويل مارتن على موقع أول موفي (الإنجليزية)
- آنا ماكسويل مارتن على موقع قاعدة بيانات الأفلام السويدية (السويدية)
- آنا ماكسويل مارتن على موقع ديسكوغز (الإنجليزية)
- آنا ماكسويل مارتن على موقع قاعدة بيانات الفيلم (الإنجليزية)
- آنا ماكسويل مارتن على موقع كينوبويسك (الروسية)